# Morion (helm)

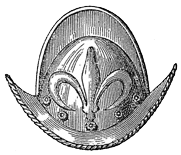
Morion

Een morion was een helm gedragen door de infanterie in de 16e en 17e eeuw. Deze helm bestond uit een halve bol met daaronder een rand gemaakt, met een opstaande kam over helm lopend. De helm had geen vizier.